# Công lý khí hậu

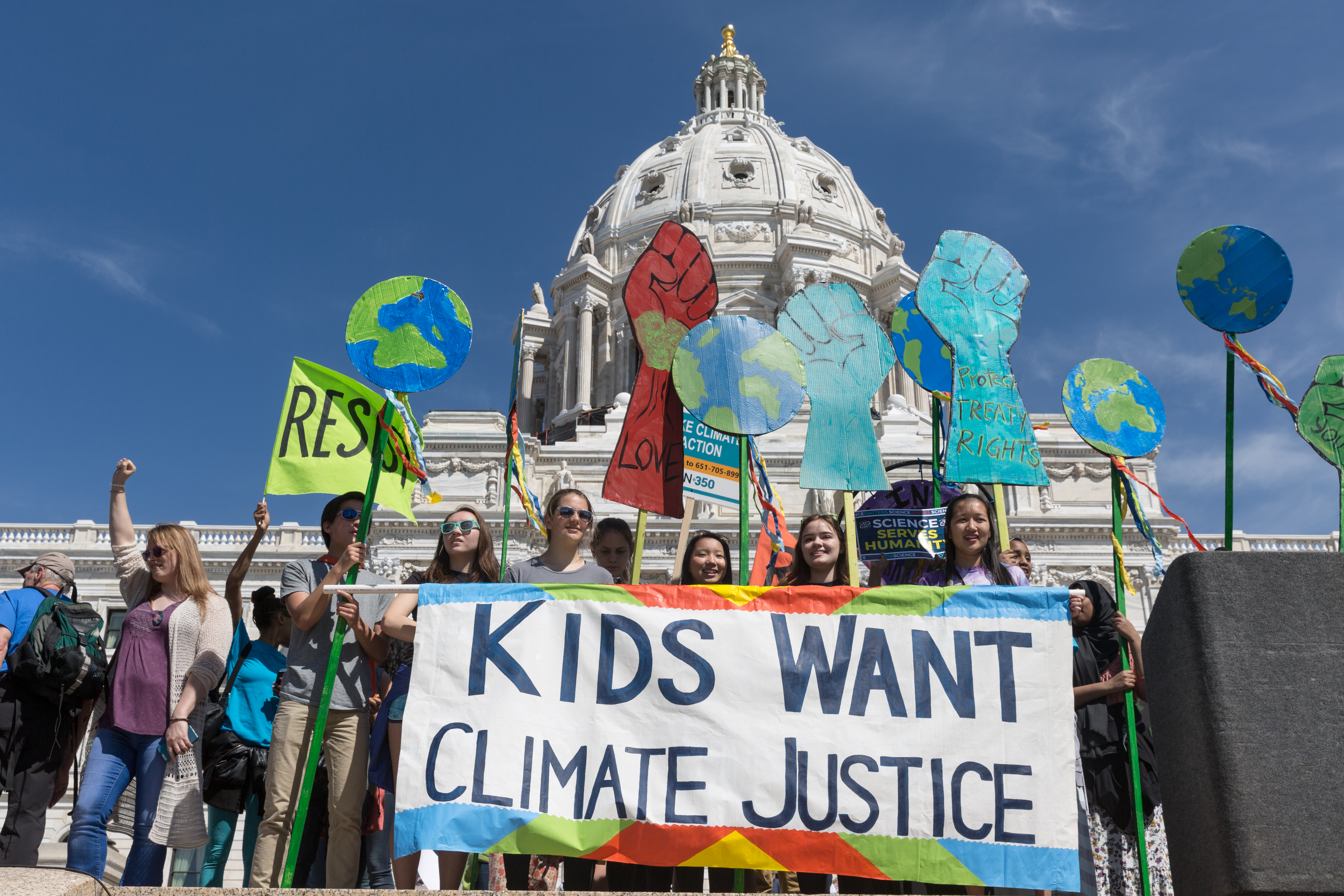
Trẻ em cho diễu hành khí hậu và công lý (2017).

Công lý khí hậu (tiếng Anh: Climate justice) là một thuật ngữ sử dụng cho khung sự nóng lên toàn cầu có liên quan tới vấn đề về đạo đức, và chính trị, chứ không chỉ đơn thuần là hoàn toàn về môi trường, hoặc thiên nhiên đơn thuần. Quan điểm này được đưa ra  bởi sự liên quan những ảnh hưởng của hiện tượng thay đổi khí hậu với các khái niệm của công lý, đặc biệt là công lý môi trường và xã hội công lý và bằng cách kiểm tra các vấn đề chẳng hạn như bình đẳng, quyền con người, quyền chọn lựa, và lịch sử trách nhiệm cho sự thay đổi khí hậu. Một đề xuất cơ bản của tư pháp là những người được ít phải chịu trách nhiệm cho sự thay đổi khí hậu nhất lại phải chịu đựng hậu quả của nó trầm trọng hơn cả.
Thỉnh thoảng, thuật ngữ cũng được sử dụng như một khẩu hiệu để kêu gọi các hành đồng hợp pháp lên các chính sách chính trị về khí hậu để thay đổi vấn đề hậu quả của nó.

## Sự tác động khác nhau lên các cộng đồng khác nhau khi biến đổi khí hậu diễn ra

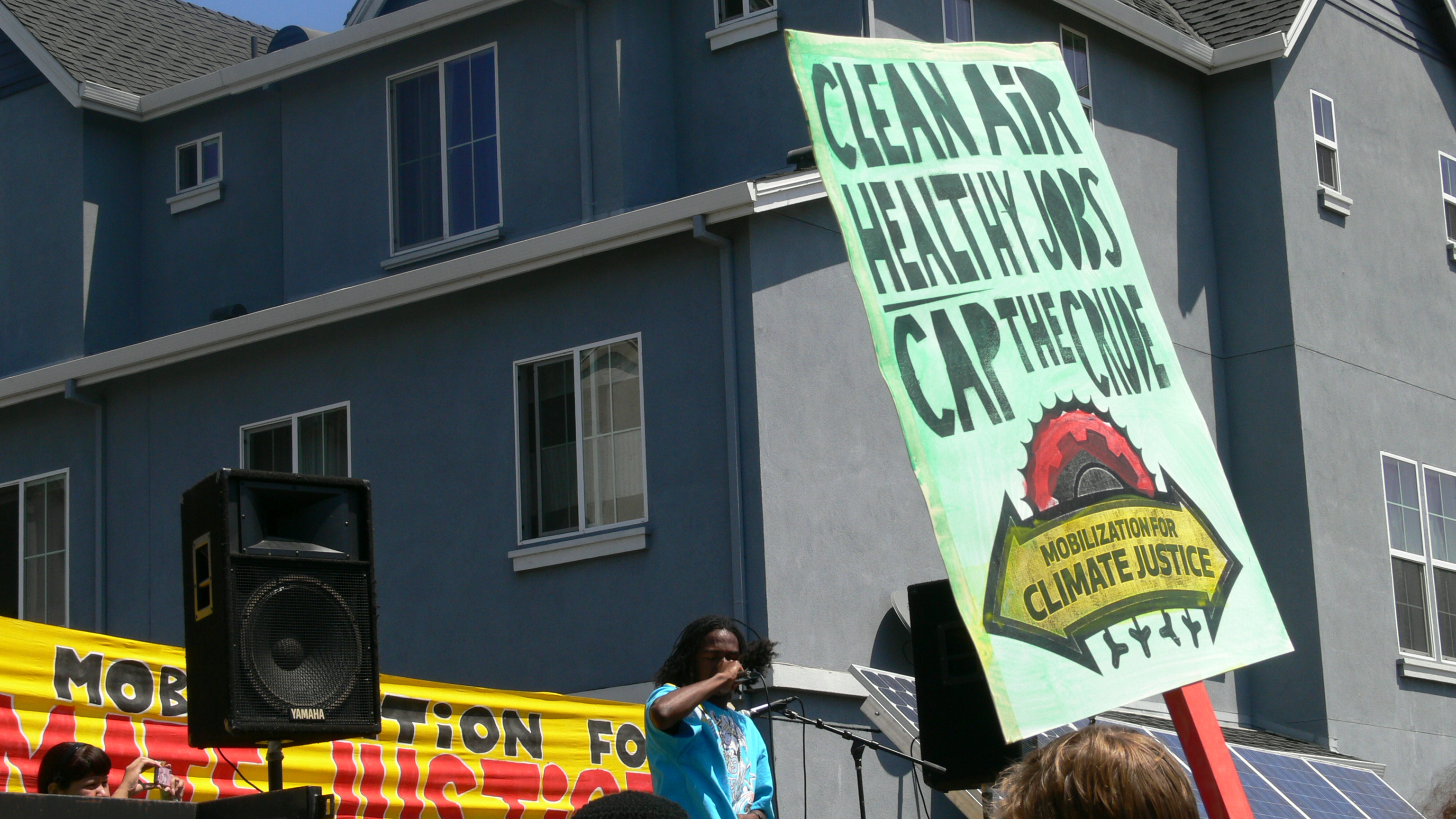
Cuộc biểu tình khí hậu và công lý (2009).

Giảm thiểu khả năng thích nghi với các hậu quả tiêu cực của biến đổi khí hậu được định hình bởi các yếu tố như thu nhập, chủng tộc, giới tính, vốn và đại diện chính trị. Vì các cộng đồng có thu nhập thấp và các cộng đồng da màu có ít tài nguyên thay thế tự nhiên, họ đặc biệt dễ bị ảnh hưởng bởi sự thay đổi khí hậu. Những người sống trong nghèo đói hoặc trong những hoàn cảnh khó khăn có xu hướng bị khan hiếm hay dần như mất dần nguồn lực cũng như thiếu thốn bảo hiểm cần thiết trong trường hợp nảy sinh từ thảm họa môi trường. Thêm vào đó, các nhóm dân số như vậy thường nhận được sự cứu trợ thiên tai và hỗ trợ khôi phục một cách không đồng đều..

## Lịch sử hình thành
Năm 2000, cùng lúc với Hội nghị lần thứ sáu của các bên (COP 6), Hội nghị Thượng đỉnh về Khí hậu Công lý lần thứ nhất đã diễn ra tại The Hague. Hội nghị thượng đỉnh này nhằm "khẳng định rằng thay đổi khí hậu là một vấn đề về quyền con người" và "xây dựng liên minh giữa các quốc gia và vùng biên giới" chống lại biến đổi khí hậu và ủng hộ phát triển bền vững..
Sau đó, trong tháng 8 đến tháng 9 năm 2002, các nhóm môi trường quốc tế đã gặp nhau tại Johannesburg để tổ chức Hội nghị Thượng đỉnh Trái Đất. 
Tại hội nghị thượng đỉnh này, còn được gọi là Rio + 10, diễn ra 10 năm sau khi Hội nghị Thượng đỉnh Trái Đất năm 1992, các nguyên tắc Bali về Công bằng Khí hậu đã được thông qua.
Năm 2004, Nhóm Durban về Công lý Khí hậu đã được hình thành tại một cuộc họp quốc tế tại Durban, Nam Phi. Ở đây, các đại diện của các tổ chức phi chính phủ và các phong trào nhân dân đã thảo luận các chính sách thực tế để giải quyết vấn đề thay đổi khí hậu.
Tại Hội nghị Bali năm 2007, Liên minh Toàn cầu về Khí hậu Công lý - Ngay bây giờ! được thành lập và trong năm 2008, Diễn đàn Nhân đạo Toàn cầu tập trung vào công lý về khí hậu tại cuộc họp khai mạc tại Geneva.
Năm 2009, Mạng Hành động Tư pháp về Khí hậu đã được hình thành trong thời gian diễn ra Hội nghị thượng đỉnh Copenhagen. Nó đề xuất bất tuân dân sự và hành động trực tiếp trong hội nghị thượng đỉnh, và nhiều nhà hoạt động về khí hậu đã sử dụng khẩu hiệu "thay đổi hệ thống chứ không phải thay đổi khí hậu".

Vào tháng 4 năm 2010, Hội nghị Nhân dân Thế giới về Thay đổi Khí hậu và Quyền của Mẹ Trái Đất đã diễn ra tại Tiquipaya, Bolivia. Nó được tổ chức bởi chính phủ Bolivia như là một tập hợp toàn cầu của xã hội dân sự và các chính phủ. Hội nghị công bố một "Thỏa thuận Nhân dân" kêu gọi, trong số những thứ khác, cho công lý khí hậu lớn hơn.
Hội nghị Nhân dân Thế giới về Thay đổi Khí hậu và Quyền của Trái Đất Mẹ, Thỏa ước Nhân dân, ngày 22 tháng 4, Cochabamba, Bolivia

## Những giải thích gây tranh cãi
Một vấn đề gây tranh cãi trong các cuộc tranh luận về công lý khí hậu là mức độ tác động của  chủ nghĩa tư bản cái được coi như là nguyên nhân gốc rễ của việc thảm họa khí hậu hiện tại trên Trái Đất. Câu hỏi này thường dẫn đến các bất đồng cơ bản giữa, một mặt, các nhóm môi trường tự do và bảo thủ, và các tổ chức cánh tả và cực đoan khác. Trong khi những người thường có xu hướng đổ lỗi cho những hiện tượng chủ nghĩa tự do mới cho thay đổi khí hậu và tranh luận về cải cách dựa trên thị trường, thì nó xem chủ nghĩa tư bản với những đặc điểm bị bóc lột như là vấn đề cơ bản.

### Bài học về cơn bão Katrina

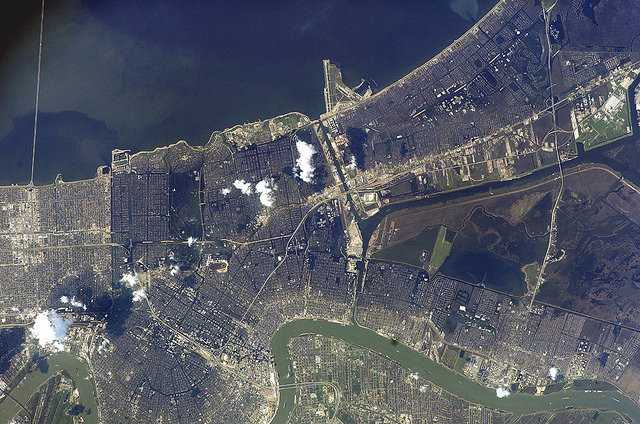
Ảnh của NASA chụp cơn lũ lụt sau khi cơn Bão Katrina quét qua.

Theo một nghiên cứu, cơn Bão Katrina cung cấp thông tin chi tiết về sự thay đổi khí hậu, thiên tai ảnh hưởng đến những người khác nhau một cách khác nhau, đặc biệt trầm trọng hơn đối với nhóm thu nhập thấp và nhóm thiểu số. Một nghiên cứu về và kích thước của cơn Bão Katrina cho thấy rằng, hầu hết những người bị tổn thương, bao gồm các người nghèo, da đen, nâu, người già, đau ốm, và người vô gia cư. thu nhập Thấp và cộng đồng da đen có nguồn lực và di chuyển giới hạn để sơ tán trước cơn bão. Ngoài ra, sau khi cơn bão, cộng đồng người thu nhập thấp đã bị ảnh hưởng bởi ô nhiễm, và còn tệ hơn với thực tế là cứu trợ của chính phủ các biện pháp không đủ hỗ trợ hầu hết những thất thoát.

## Hành động pháp lý về vấn đề về sự thay đổi khí hậu

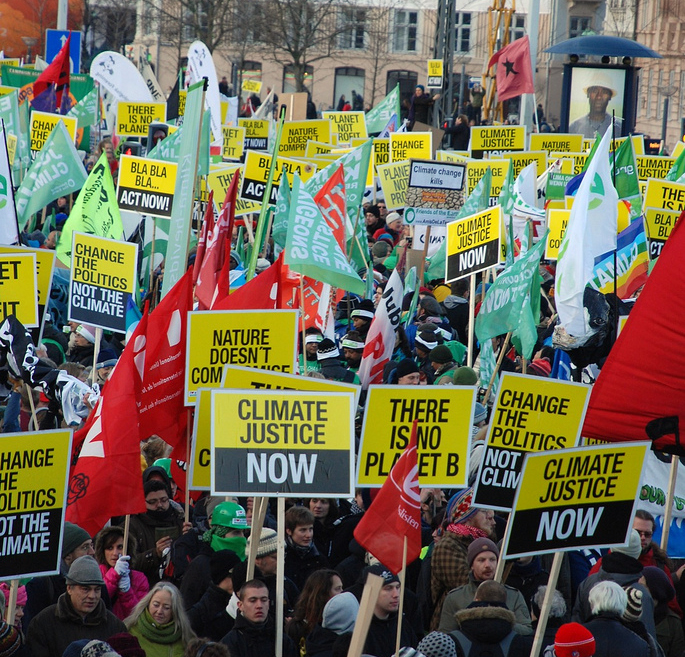
Hàng chục ngàn người diễu hành ở Copenhagen khí hậu và công lý (2009).

### Chống lại các chính sách của chính phủ

#### Hà lan
Vào năm 2012, luật sư người Hà Lan, Roger Cox, đã đưa ra ý tưởng can thiệp của tòa án để buộc hành động chống lại sự thay đổi khí hậu. Năm 2013, Tổ chức Urgenda Foundation, với 900 nguyên đơn, đã đệ đơn kiện Chính phủ Hà Lan vì đã không thực hiện đầy đủ các biện pháp để giảm khí thải gây hiệu ứng nhà kính gây ra biến đổi khí hậu nguy hiểm..
Năm 2015, Toà án quận Hague phán quyết rằng chính phủ Hà Lan phải làm nhiều hơn để giảm phát thải khí nhà kính để bảo vệ công dân khỏi sự thay đổi khí hậu (Urgenda climate case).Nó đã được mô tả như một "thiết lập tiền lệ án" và như "thế giới của khí hậu đầu tiên trách nhiệm phù hợp với".
Theo James Thornton, giám đốc điều hành Client Earth, "Điều đáng lưu ý nhất là nó dựa trên cơ sở khoa học đã được xác lập và nguyên tắc căn nguyên của nghĩa vụ của chính phủ. các nước khác".

#### Tại những nước khác
Sau khi mốc phán quyết của tại Hà Lan trong năm 2015, sau đó các nước khác đã cố gắng cùng một cách tiếp cận tư pháp để cùng giải quyết vấn đề.Ví dụ, nhóm đi tới tòa để bảo vệ con người khỏi tai hòa của biến đổi khí hậu ở Bỉ,Ấn độ, New Zealand, na Uy, Nam Phi, Thụy Sĩ và Hoa Kỳ.

### Chống lại những tập đoàn kinh tế
Tại Hoa Kỳ, Friends of the Earth, Greenpeace cùng với các thành phố của Boulder, Arcata và Oakland sẽ chống lại các Ngân hàng xuất Nhập khẩu Hoa Kỳ và các Overseas Private Investment Corporation (state-owned enterprises of the United States government), đã bị cáo buộc tài trợ cho các dự án nhiên liệu hóa thạch gây bất lợi cho khí hậu ổn định, vi phạm Đạo luật về Chính sách Môi trường Quốc gia (trường hợp đệ đơn trong năm 2002, và giải quyết trong năm 2009).
Năm 2016, một cơ quan chính phủ của Philippines (Ủy ban Nhân quyền) đã khởi động một cuộc điều tra chính thức liên quan đến thay đổi khí hậu so với 47 nhà sản xuất cácbon lớn nhất thế giới.
Năm 2017, San Francisco, Oakland và các cộng đồng ven biển California khác đã kiện các công ty nhiên liệu hoá thạch nhiều vì mực nước biển dâng cao..Năm 2018, thành phố New York thông báo rằng nó đang lấy 5 công ty nhiên liệu hóa thạch (BP, Sau, Chevron, ConocoPhillips và Vỏ)
đến tòa án liên bang do sự đóng góp của họ đối với thay đổi khí hậu (từ đó thành phố đã phải chịu đựng).